# Bobbiate
Bobbiate (Bubiàa in dialetto varesotto) è un rione della città di Varese, comune autonomo fino al 1927. Confina a nord con Masnago, ad est con Casbeno, a sud con Schiranna e a ovest con Lissago.

## Storia

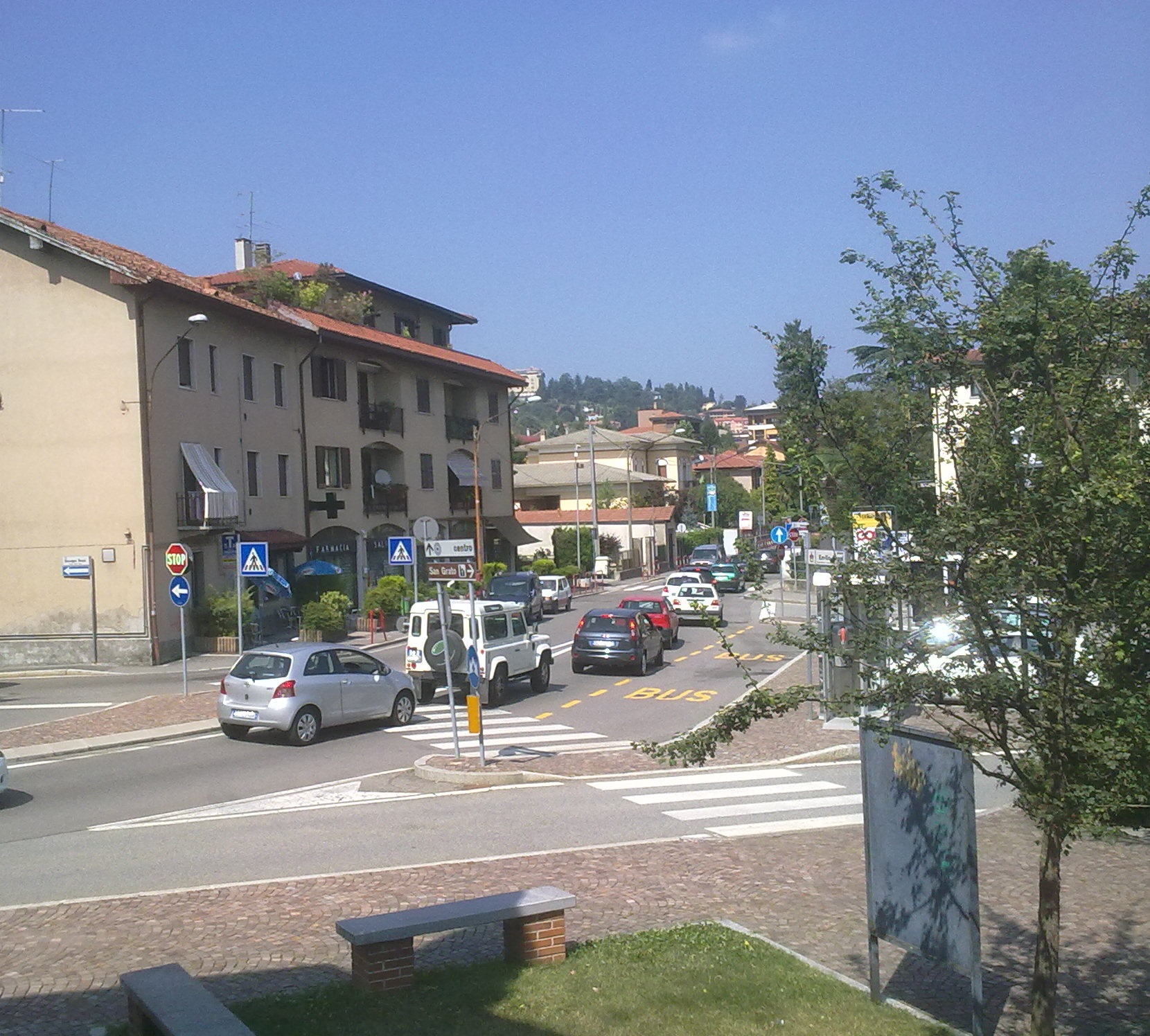
Veduta di Via Daverio e Piazza Bossi in epoca moderna

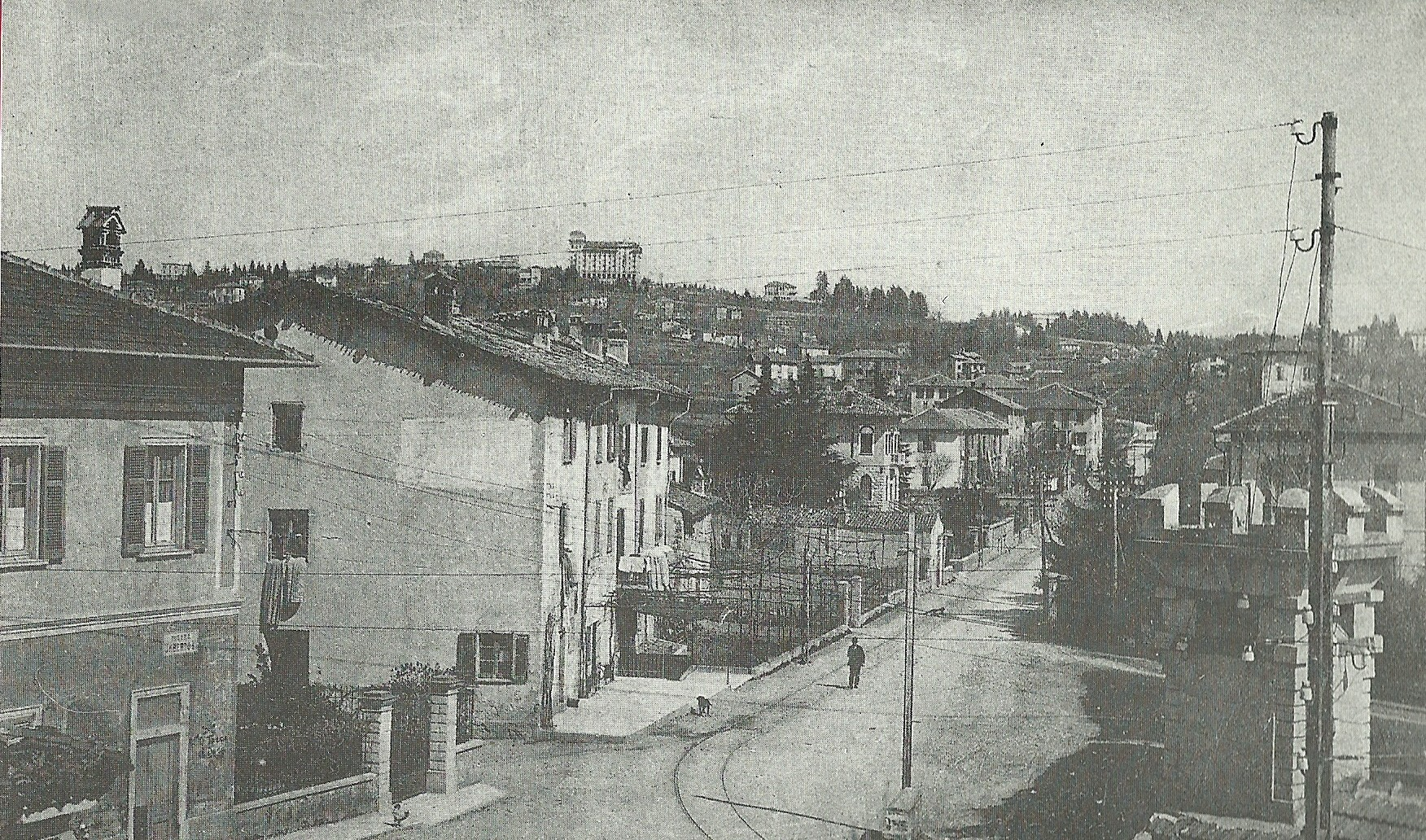
Veduta di Via Daverio e Piazza Bossi

L'esistenza di un centro agricolo risale all'epoca preromana. La presenza in epoca imperiale romana è invece confermata da scritti che attestano la scoperta intorno al 1870 di due avelli di pietra contenenti scheletri e monete. In documenti risalenti al Medioevo comincia ad apparire la denominazione Bobiate o Bubiate per indicare la località.
Agli inizi del XIV secolo risalgono le notizie relative ad una piccola chiesa dedicata a San Vittore, successivamente intitolata a San Grato, secondo la tradizione santo taumaturgo e difensore dai fulmini e dalle tempeste, propizio quindi per una società prevalentemente contadina. Tuttavia nel 1574 il cardinale San Carlo Borromeo decreta che Casbeno sia eretta parrocchia e che lì abbia la residenza il parroco. Bobbiate, a causa dell'esigua popolazione, si trova così a dipendere da Casbeno.
Agli inizi del XVIII secolo, quando l'abitato aveva 130 residenti, risale l'edificazione da parte dei nobili Martignoni di una residenza estiva, ancora esistente in piazza Bossi e sempre allo stesso periodo la costruzione della villa in località Deserto.
Molto precedentemente al congresso di Vienna risalgono le prime notizie del Comune di Bobbiate, che nel 1805 aveva 243 abitanti, e nel 1809 fu soppresso ed aggregato a Varese.
Restaurato il comune dagli austriaci, al 1905 risale poi l'edificazione dell'odierno campanile. Nel frattempo la popolazione è cresciuta e così il 3 gennaio 1908 viene istituita la Parrocchia di Bobbiate, indipendente da Casbeno. Nell'agosto dello stesso anno comincia la costruzione dell'oratorio (ricostruito nel 1956 e successivamente ristrutturato nel 2000).
Il 27 dicembre 1909 viene inaugurata la tramvia che collegava il paese a Varese. Al 1910 risale invece l'apertura dell'Asilo Infantile su volontà dei signori Macchi Zonda.

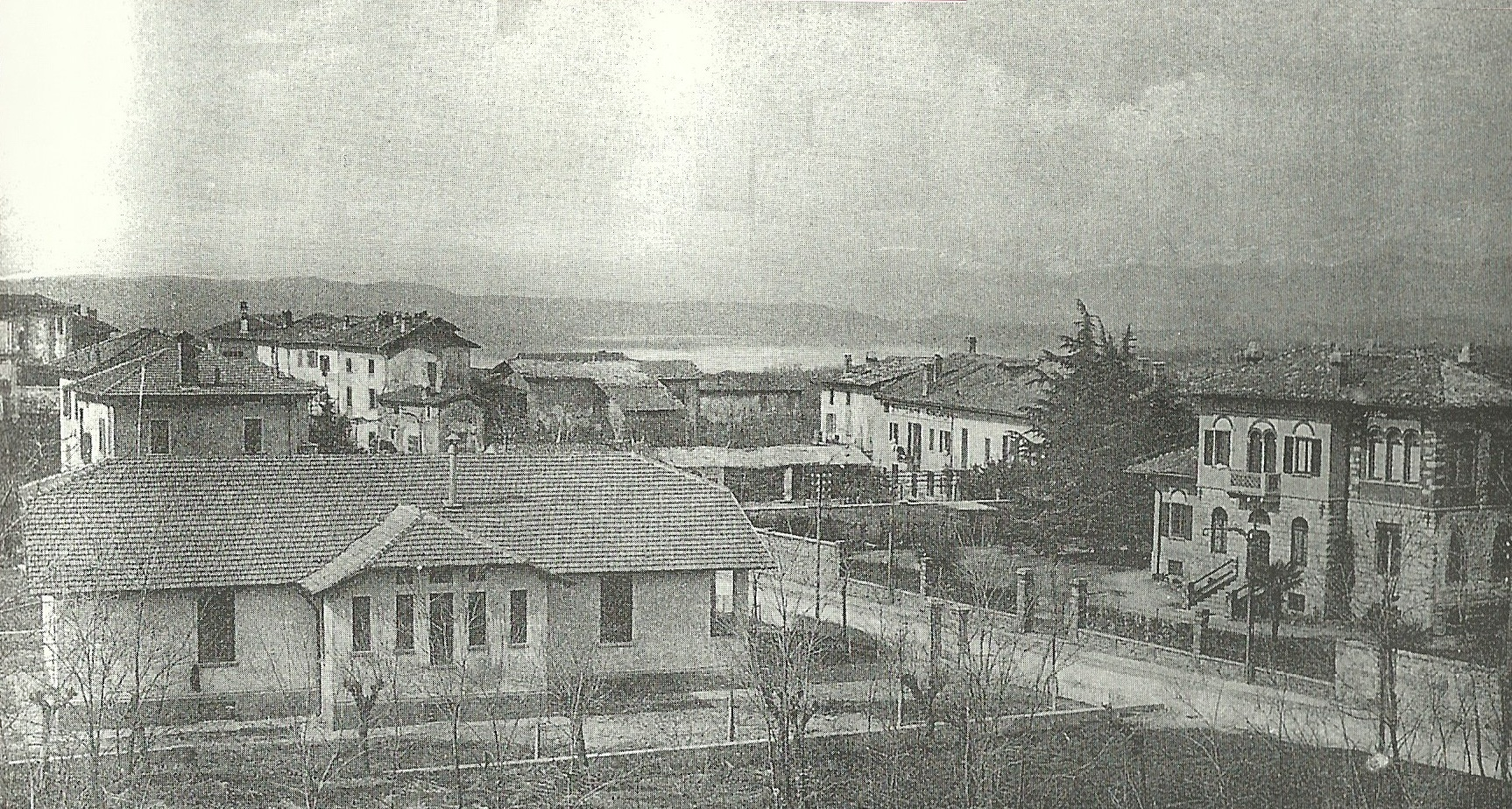
Scuola elementare e asilo

Nel 1912 la vecchia chiesa viene ampliata e la facciata ricostruita. A memoria dei caduti della prima guerra mondiale è edificata intorno al 1920 la cappella esistente accanto alla chiesa.
La piazza antistante la chiesa parrocchiale è intitolata all'avvocato e uomo politico Emilio Bossi, massone e anticlericale, pubblico sostenitore della non esistenza storica di Gesù Cristo.
Nel 1927 il comune di Bobbiate viene soppresso ed aggregato a Varese, da poco eretta a capoluogo di provincia.
Da località a carattere prettamente contadino quale era, a partire dagli anni cinquanta e sessanta inizia un processo di urbanizzazione che le fa assumere un profilo più residenziale.
Nel 1962 ha inizio l'edificazione della nuova chiesa su progetto dell'architetto Bruno Ravasi. Sarà inaugurata la notte di Natale 1964. Al suo interno pannelli affrescati da Stefano Butera nell'1988 ripercorrono il pontificato di Giovanni Paolo II. All'esterno a destra sulla facciata invece si trova la Madonna del Lago ad opera del pittore Leo Spaventa Filippi.

## Monumenti e luoghi d'interesse
- Bobbiate è nota per la presenza della grotta della Madonnina[3], una grotta naturale simile a quella di Lourdes, scoperta da Emma Macchi Zonda nei boschi di sua proprietà e inaugurata il 16 luglio 1902, data ricordata ogni anno.

## Società

### Tradizioni e folclore
In occasione della festa patronale di San Grato, la terza domenica di settembre, si disputa la tradizionale Corsa degli Asini di Bobbiate, nella quale si affrontano le varie corti del rione. Ogni corte è rappresentata da un asino e da un fantino appartenente alla stessa corte. La corsa si svolge sulla piazza intitolata a Emilio Bossi, antistante la Chiesa Parrocchiale. Le corti partecipanti sono:
- Barnabà (via Daverio, di fronte all'edicola)
- Barlasc (via Daverio)
- Caséla (via Macchi)
- Campanatt (in fondo a via Perla)
- Gualtin (via Zonda, incrocio con via Fermi)
- Desert (località il Deserto)
- Perla
- Bràm e Lumbard (via Colorni)
- Bighin (via Tallera)
- Ratit (via Novelli, via ferravilla e Nicodemi)

## Infrastrutture e trasporti
Fra il 1909 e il 1950 Bobbiate ospitò un capolinea della rete tranviaria di Varese.